# Neoscona subfusca pallidior
Neoscona subfusca là một phân loài nhện trong họ Araneidae.
Loài này thuộc chi Neoscona. Neoscona subfusca pallidior được Tord Tamerlan Teodor Thorell miêu tả năm 1899.